# Il paria
Il paria è un'opera in due atti di Gaetano Donizetti su libretto di Domenico Gilardoni. Fu rappresentata per la prima volta al Teatro San Carlo di Napoli il 12 gennaio 1829.

## Prime rappresentazioni
L'opera ebbe un discreto successo (sei repliche), ma Donizetti non ne fu soddisfatto. In una lettera al padre annunciò l'intenzione di farne una revisione, ma l'idea venne poi abbandonata.
Lo studioso donizettiano William Ashbrook ha indicato questo lavoro come la migliore prova del periodo giovanile di Donizetti, lodandone l'aderenza della scrittura vocale alle situazioni drammatiche e il senso delle proporzioni, e sottolineando in particolare l'utilizzo di un quartetto al posto del classico finale. Secondo Ashbrook, la poca fortuna del Paria è da attribuirsi in misura notevole al libretto, che avrebbe numerose pecche drammatiche e sarebbe privo di un finale drammaturgicamente risolutivo.
Alcuni brani dell'opera vennero ripresi da Donizetti in altri lavori: Anna Bolena, La romanziera e l'uomo nero, Torquato Tasso, Le duc d'Albe.

## Interpreti della prima assoluta
| Ruolo    | Interprete               |
| -------- | ------------------------ |
| Neala    | Adelaide Tosi            |
| Idamore  | Giovanni Battista Rubini |
| Zarete   | Luigi Lablache           |
| Akebare  | Giovanni Campagnoli      |
| Zaide    | Edvige Ricci             |
| Empsaele | Domenico Chizzola        |

## Trama
L'azione si svolge a Benares.

### Atto I
Akebare, sommo sacerdote dei bramini, progetta di dare la figlia Neala in sposa a un prode guerriero. Egli ha già scelto Idamore, il capo dei guerrieri, che sta per fare ritorno vittorioso dopo avere sconfitto i nemici portoghesi, anche se lo odia per essersi coperto di gloria. Neala è innamorata di Idamore ma non è al corrente della scelta del padre, perciò teme per il proprio destino.
Idamore, che ricambia l'affetto di Neala, ha un segreto: egli è un paria, membro di una casta mortalmente odiata dai bramini perché si ritiene maledetta dal dio Brama, ed è riuscito a diventare guerriero celando la propria origine.
Il padre di Idamore, Zarete, da tempo non ha notizie del figlio, e ora giunge segretamente in sua ricerca. Quando riesce a parlargli e apprende che egli è passato dalla parte dei bramini e sta per sposare la figlia del loro mortale nemico, tra i due ha luogo una lite, ma infine Idamore promette al padre che fuggirà con lui, chiedendogli di potere prima dare l'addio a Neala.

### Atto II
Idamore, saputo da Akebare di essere lo sposo prescelto per Neala, rivela all'amata le proprie origini. Neala accetta di fuggire con lui dopo che verrà celebrato il loro matrimonio.
Zarete, apprendendo che si sta svolgendo il rito, fa irruzione nel tempio, rivendicando l'uguaglianza tra paria e bramini. Egli viene condannato a morte, e Idamore è costretto a svelarsi dicendo a tutti di essere figlio di un paria. Neala chiede inutilmente pietà al padre, che nella sua furia condanna a morte anche lei. Mentre Zarete maledice ancora Akebare, quest'ultimo gioisce, poiché con la morte di Idamore potrà impossessarsi dell'impero.

## Struttura musicale

### Atto I
- N. 1 - Preludio, Introduzione, Cavatina di Akebare, Inno e Sogno di Neala In questa a te sacrata antica selva - Che giovommi sudar su gli altari - Al monarca sovrauman - Parea che mentre l'aloe (Akebare, Coro, Neala)
- N. 2 - Cavatina di Zarete Tergi, o Dio di pietà, tergi il mio ciglio (Zarete, Neala, Zaide, Coro, Empsaele)
- N. 3 - Cavatina di Idamore Lontano, più l'amai
- N. 4 - Duetto fra Zarete e Idamore D'un Akebar la figlia (Zarete, Idamore, Akebare, Coro)

### Atto II
- N. 5 - Duetto fra Neala e Idamore Amo Idamor. Del caso è l'opra
- N. 6 - Aria di Zarete Qui pel figlio (Zarete, Coro)
- N. 7 - Finale II Brama, autor de l'universo (Coro, Akebare, Neala, Idamore, Empsaele, Zarete)

## Registrazioni discografiche
| Anno | Cast (Neala, Idamore, Zarete, Akebare)                                            | Direttore        | Etichetta   |
| ---- | --------------------------------------------------------------------------------- | ---------------- | ----------- |
| 2001 | Patrizia Cigna, Filippo Pina Castiglioni, Marcin Bronikowski, Alessandro Verducci | Marco Berdondini | Bongiovanni |
| 2019 | Albina Shagimuratova, René Barbera, Mishia Kiria, Marko Mimica                    | Mark Elder       | Opera Rara  |